# 거북보호장치
거북보호장치는 그물에 걸린 바다거북이 스스로 빠져나갈 수 있게 하는 장치이다.
바다거북은 양식된 새우를 수확할 때 종종 그물에 걸려, 수면에 올라오지 못해 결국에는 숨이 막혀 죽게 된다. 이런 일을 막기 위해 거북보호장치(TED)가 생겨났다.

## 작동원리
이 장치는 10센티미터보다 큰 생명체가 피해를 입지 않고 빠져나갈 수 있게 한다. 금속그물이 저인망에 비교적 큰 바다생물에게 일종의 가로벽같은 역할을 한다.
해양생물 보호에 이 장치는 큰 효율을 발휘한다. 이 장치를 사용함에 따라 익사율이 97%나 줄었다.

## 인용서적
- Lee, Scott (1999). 《Ancient Sea Turtles: Stranded in a Modern World》 (PDF). USA: Sea Turtle Restoration Project.
- “Turtle Excluder Device (TED)”. 《Wildlife: Issues Facing Wildlife》. The Humane Society of the United States. 2007. 2007년 9월 30일에 원본 문서에서 보존된 문서. 2007년 9월 1일에 확인함.
- “Turtle Excluder Devices (TEDs)”. 《Fisheries: Office of Protected Resources》. U. S. National Oceanographic Atmospheric Administration. 2007. 2007년 9월 1일에 확인함.